# Parasola mirabilis
Parasola mirabilis är en svampart som först beskrevs av Jean François Montagne, och fick sitt nu gällande namn av Redhead, Vilgalys & Hopple 2001. Parasola mirabilis ingår i släktet Parasola och familjen Psathyrellaceae.   Inga underarter finns listade i Catalogue of Life.